# Солдога
Солдога — городище на левом берегу Волги. Расположено в Заволжском районе Ивановской области. В прошлом — укрепление до 1609 года, когда было уничтожено в ходе польского вторжения, затем слобода.
В настоящее время является археологическим памятником, охраняется государством как и историко-ландшафтный памятник федерального значения: объект культурного наследия России «Солдога. Место сражения с войсками Казанского ханства (1437 г.) и польскими интервентами (1609 г.) (Ивановская область, Заволжский район, Волжское сельское поселение, м. Солдога)». Внесён в Единый государственный реестр объектов культурного наследия (памятников истории и культуры) народов Российской Федерации в качестве объекта культурного наследия муниципального значения.

## География
Слобода располагалась при впадении в Волгу речки Солдушки.

## Название
Название укрепления и слободы происходит от названия реки Солдога (Солдушка). Название реки по происхождению финно-угорское с гидроформантом -га.
Название слободы в форме Сологда присутствует в сборнике Владимира Даля «Пословицы русского народа»: «Кинешма да Решма кутит да мутит, а Сологда убытки платит» с пояснением: «Сологда лежит между Кинешмою и Решмою, которые в старину ссорились».

## История

### Укрепление
Костромской краевед князь А. Д. Козловский в своём историческом труде (1840) упоминает Кинешму и Солдогу в числе городов, разграбленных во время похода казанского царевича (сына хана) Махмуда в 1429 году, ссылаясь при этом на «Древний русский летописец» М. Ломоносова и «Царственный летописец». Эта дата в качестве первого летописного упоминания Солдоги встречается в последующих источниках. Однако в приведённых Козловским памятниках упоминания Кинешмы и Солдоги отсутствуют. В том же сочинении Козловский сообщает, что в двух верстах от села Борщёвки Нерехтского уезда в двух местах расположены старинные могилы; эти места крестьяне называли Могильцами и отказывались их расчистить и засеять, полагая, что здесь похоронены татары, проходившие из Кинешмы в Плёсо (Плёс).
В кинешемском календаре за 1908 год в статье «Из прошлого Костромского края» говорится:

…судьба г. Кинешмы, по местоположению своему на пути казанских татар, равно как и других городов и посадовКостромской губернии, каковы города Плес, Юрьев-Польский, посады Решма и Пучеж и слобода Солдога находятся в тесной связи с судьбой Костромы. Они возникали почти одновременно и вместе претерпели бедствия от моровой язвы (1420, 1654, 1771 годы), голодов, нашествия татар, одновременно перешли в обладание князя Московского.
В 1440 году в Солдоге произошло сражение с казанскими татарами, в котором пали воеводы князья Борис Петрович Сисеев и Никита Иванович Засекин Ярославский.
В мае 1609 года передовые части шляхтича Юзефа Лисовского вслед за нападением на Кинешму и её взятием попытались переправиться через Волгу и напасть на крепость Солдогу. Два молодых дворянина, Куломзин и Шушерин вывели свое ополчение навстречу полякам. Сражение произошло напротив Солдоги, на нагорной стороне. Оба русских дворянина пали в неравном бою вместе со своими воинами, но измотали и задержали врага. Солдога была разорена, но основные силы интервентов не смогли в этом месте переправиться на костромской берег. Этому помешало также подошедшее из Юрьевца ополчение. Поляки десять дней оборонялись в разоренной кинешемской крепости, а их оставшиеся суда были уничтожены.
Весною 1609 года против Солдоги, на нагорной стороне, войскo патриотов с оружием встретило Лисовского, шедшего от Юрьевца к Костроме. В этом сражении пали предводители патриотов Куломзин и Шушерин.

### Слобода
В XVII веке село входило в Кинешемский уезд. По церковно-административному делению приход относился к Плесской десятине. В 1620 году упоминается церковь «Сретение Господне в Кинешемском уезде Плеской десятины в слободке на Сондоге на берегу на Волге». В 1627, 1628 и 1629 годам «по писцовым Кинешемским книгам Афонасия Векова написано: церковь Сретение Господня в слободке на Сондоге».
В 1792 году в Солдоге на средства купца Григория Ивановича Таланова и прихожан была построена новая каменная Сретенская церковь с каменной колокольней. Имелись каменная ограда и кладбище при церкви. Храм имел три престола: в честь Сретения Господня, Григория Богослова и мученицы Параскевы.
В издании «Город Кинешма Костромской губернии» (1862) говорится:

Солдога, село в 11 вepстах oт Кинешмы к Плесу на луговой стороне Волги, при впадении в нее реки Кистюги… Ныне все население Солдоги составляют одни церковники, земля же принадлежит Кинешме, куда в число городских доходов вносятся и пошлины с базаров Солдоги. Здесь находится несколько гробниц из белого камня с надписями, которых разобрать нельзя; вероятно эти камни положены над знаменитыми ратоборцами.
Согласно данным Центрального статистического комитета МВД по сведениям 1870—1872 годов, в Списке населённых мест Костромской губернии, под № 5693 значится: «Солдога, слобода (Сретенское тож), 2-го стана Кинешемского уезда); на левом берегу Волги; число домов — 5, число жителей муж. пола — 5, жен. пола — 13; православная церковь, еженедельные базары, пристань». В 1895 году упоминается Солдогская № 1 и № 2 школа грамоты, число учащихся: 20 мальчиков.

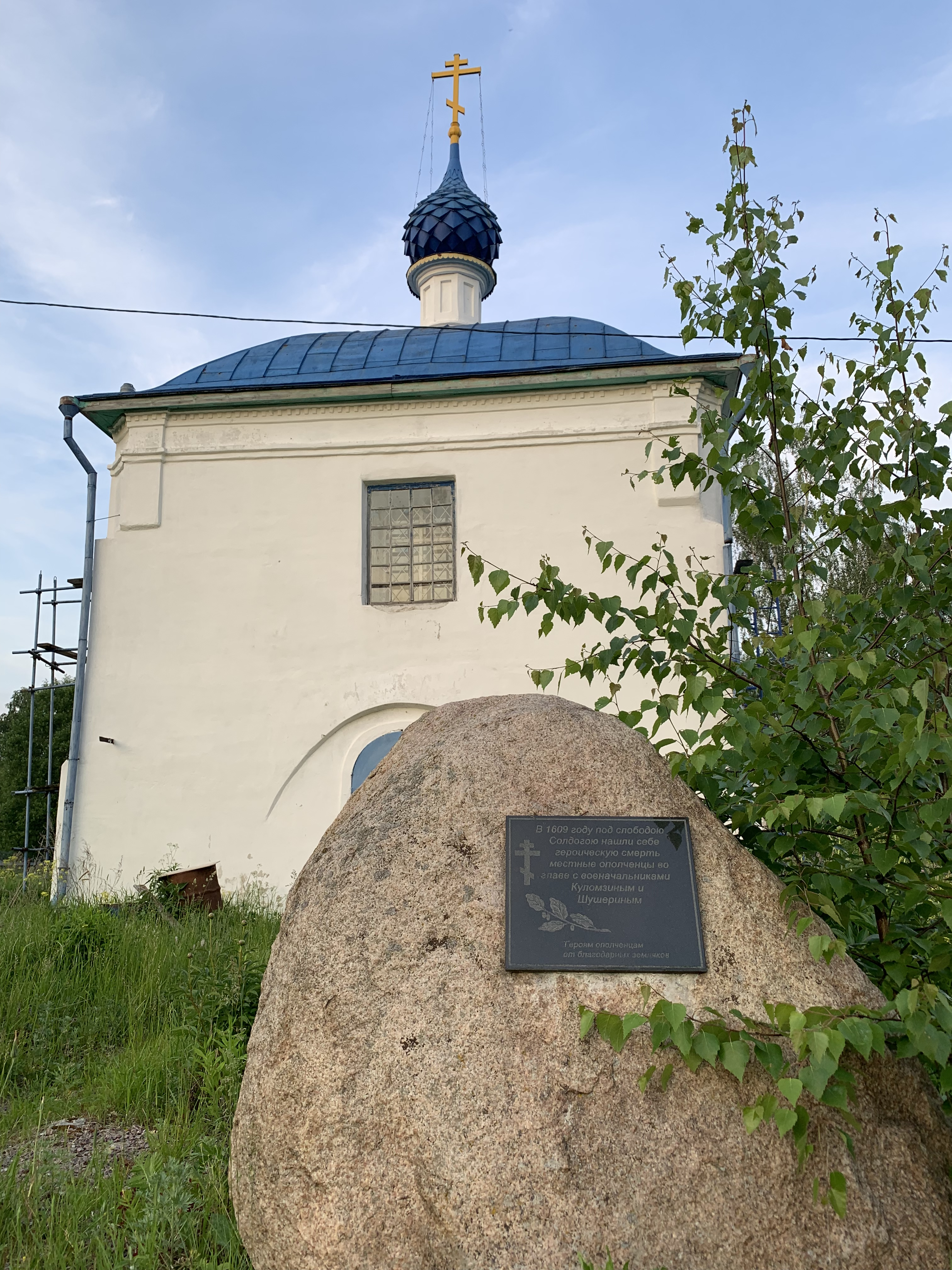
Сретенская церковь в урочище Солдога и памятный камень

Первая всеобщая перепись населения Российской империи 1897 года показала здесь два отдельных селения: «1) Солдога, слобода: общее число жителей: 26, из них муж. пола — 12 чел., жен. пола — 14 чел. 2) Сретенское, село (находившееся ниже Сретенского храма; при поднятии „Большой Волги“ место, где находилось село, было затоплено): общее число жителей: 14 чел., из них муж. пола — 5 чел., жен. пола — 9 чел.».
Сретенский храм действовал до 1930 года. Антирелигиозная политика привела к закрытию храма в 1939 году. Возвращён храм верующим был в 1998 году. За прошедшие более чем 50 лет ансамбль памятника подвергся заметным разрушениям, и его восстановление потребовало больших усилий и средств.
С образованием в 1955—1957 годах Горьковского водохранилища, Солдогское городище оказалось в зоне затопления; ныне территория городища по сути представляет собой берег Волги с открытыми пространствами и перелесками.
Сретенская церковь, как памятник культовой архитектуры, была поставлена на государственный учёт в 1971 году. Ныне она является филиалом Кинешемского Спасо-Преображенского мужского монастыря.

## Память
В 2009 году, в связи с 400-летием со времени битвы сологоджан с польско-литовских интервентами, в Солдоге установлен памятный знак.